# INU – Innovative University of Applied Sciences
Die INU – Innovative University of Applied Sciences  (bis März 2024  INU – Innovative Hochschule für angewandte Wissenschaften) ist eine private Hochschule für angewandte Wissenschaften. Der Sitz der Hochschule ist in Köln, an dem Voll- und Teilzeitstudiengänge (Bachelor) als Fernstudiengänge mit Präsenzmöglichkeiten angeboten werden. Die vier angebotenen Fernstudiengänge sind Internationale Betriebswirtschaftslehre, Wirtschaftspsychologie, Psychologie sowie Social-Media-Management.
Die Hochschule ist nach einer vom Wissenschaftsrat erfolgten Konzeptprüfung durch das Ministerium für Kultur und Wissenschaft des Landes Nordrhein-Westfalen staatlich anerkannt. Den Studiengängen liegt das Hochschulgesetz des Landes Nordrhein-Westfalen zugrunde. Die Hochschule hat die Konzeptprüfung durch den Wissenschaftsrat erfolgreich bestanden und unterzieht sich einer regelmäßigen Überprüfung durch den Wissenschaftsrat. Die Studiengänge wurden durch die Stiftung Akkreditierungsrat akkreditiert und sind durch die Staatliche Zentralstelle für Fernunterricht (ZFU) zugelassen.